# حيدل

مصور بازبدي وتظهر حدل في اليمين تقريباً

تقع قرية حيدل أو حِدَّل في جنوب شرق تركيا، وتتبع اليوم محافظة شرناق المحاذية لماردين، وتتبع في الكنيسة السريانية الأرثوذكسية لأبرشية طور عبدين السريانية بعد أن كانت تتبع قبل مجازر السيفو 1915م لأبرشية بيت زبداي (بازبدي \ آزخ).
في سنوات السيفو أي المجازر كان هناك في حدل (حيدل أو حدّل) حوالي العشرين بيتاً سريانياً، هؤلاء التجؤوا إلى بازبدي (آزخ) كما فعل جيرانهم في كفشنا . وبقوا هناك طيلة زمان الحرب والمجازر (السيفو)، ومن هناك عبروا إلى العراق وسوريا، وبذلك فرغت حدّل من سكانها السريان . واليوم لايزال أهل مدّو (ميدن أو ميدون جارة حدل و كفشنا) السريان يقيمون الذكرى السنوية للقديس مار باسوس في حدل في ديره التاريخي المعروفة باسمه في حيدل.

## وصلات
- كفشنا
- آزخ
- طور عبدين
- دير مار كبرئيل
- ديرمارأوكين.
- مذابح الأشوريين/الكلدان/السريان